# Saliha Sebkati Sultan
Saliha Sebkati Sultan (1680 – 21. září 1739) byla konkubínou osmanského sultána Mustafy II. a matkou sultána Mahmuda I. Pocházela z Řecka.

## Život
Narodila se v Alexandrii. Byla adoptivní dcerou v rodině žijící v Galatě, v sousedství paláce Azakapi.
V září 1730 Patrona Halil s malou armádou janičářů zatkli několik poddaných v Konstantinopoli, kteří odmítali reformy sultána Ahmeda III. Následně byl ale sultán sesazen z trůnu a zabit, takže nastoupil na trůn Mahmud I. Spolu s jeho nástupem se Saliha stala Valide sultánkou a byla jí až do své smrti. Je pohřbena v hrobce za mauzoleem Turhan Hatice Sultan